# Горадиз (село)
Горадиз (азерб. Horadiz) — село в Физулинском районе Азербайджана.

## История
В Описании Карабагской провинции, составленном в 1823 году, по распоряжению главноуправляющего в Грузии Ермолова, действительным статским советником Могилёвским и полковником Ермоловым 2-мъ, упоминалась «татарская» (азербайджанская) деревня Хорадисъ Карабагской провинции, принадлежавшая полковнику Джафаръ-Кули-Аге.
В годы Российской империи село входило в состав Джебраильского уезда Елизаветпольской губернии.
В советские годы село входило в состав Физулинского района (первоначально Карягинского) Азербайджанской ССР.
7 сентября 1993 года село перешло под контроль армянских сил во время Первой карабахской войны. Согласно административно-территориальному делению непризнанной Нагорно-Карабахской Республики, фактически контролировавшей село до октября 2020 года, было расположено в Гадрутском районе НКР. До сентября 2020 года серьёзно пострадавшее село располагалось в непосредственной близости от линии соприкосновения вооружённых сил НКР и Азербайджана.
27 сентября 2020 года в ходе Второй карабахской войны Министерство обороны Азербайджана сообщило об освобождении Горадиза и четырёх других сёл Физулинского района.
11 октября 2020 года Министерство обороны Азербайджана опубликовало кадры, на которых, как утверждает, запечатлено село Горадиз под контролем Азербайджана.

## Население
По данным «Свода статистических данных о населении Закавказского края, извлеченных из посемейных списков 1886 года» в селе Горадиз Горадизского сельского округа было 159 дымов и проживал 761 азербайджанец (указаны как «татары»), которые были шиитами по вероисповеданию и крестьянами.
Согласно материалам издания «Административное деление АССР», подготовленного в 1933 году Управлением народно-хозяйственного учёта Азербайджанской ССР (АзНХУ), по состоянию на 1 января 1933 года в Горадизе было 289 хозяйств и 1503 жителя, среди которых 758 мужчины и 745 женщин. Весь Горадизский сельсовет (селения Дортчинар, Хунгютли, Горадиз) в национальном плане на 100 % состоял из тюрок (азербайджанцев).